# タチアガール
「タチアガール」は、スマイレージのメジャー7枚目のシングル。2011年9月28日にアップフロントワークス（hachamaレーベル）から発売された。

## 概要
- センターは和田彩花。
- サブメンバー（中西香菜、小数賀芙由香[注釈 2]、竹内朱莉、勝田里奈、田村芽実）初参加シングルとなる。また、唯一の8人体制によるシングルである[1]。
- 初回限定版Cのカップリング曲として収録されている「ブギートレイン'11」は、2003年に発売された藤本美貴の楽曲「ブギートレイン'03」のカバー（リメイク）である[2]。

## 収録曲
全作詞・作曲：つんく

### 初回生産限定盤A・B・通常盤
1. タチアガール
  - 編曲：平田祥一郎
2. スマイル音丼
  - 編曲：オオバコウスケ
3. タチアガール(Instrumental）

※AとBにはDVDが付属している（内容が異なる）。

### 初回生産限定盤C
1. タチアガール
2. ブギートレイン'11
  - 編曲：大久保薫
3. タチアガール（Instrumental）

### 初回生産限定盤D
1. タチアガール
2. スマイレージ シングルス 激萌えリミックス
  - 編曲：田中直
3. タチアガール（Instrumental)

### 初回生産限定盤E
1. タチアガール
2. タチアガール(Instrumental)

## 参加メンバー
- 1期：和田彩花、前田憂佳、福田花音
- サブメンバー：中西香菜、小数賀芙由香、竹内朱莉、勝田里奈、田村芽実

## 参加ミュージシャン
タチアガール
- プログラミング：平田祥一郎
- コーラス：CHINO

スマイル音丼
- プログラミング：オオバコウスケ
- コーラス：福田花音

ブギートレイン'11
- キーボード&プログラミング：大久保薫
- コーラス&MC：つんく